# Tiny Grimes
Tiny Grimes (Newport News, 7 luglio 1916 – New York, 4 marzo 1989) è stato un chitarrista statunitense di rhythm and blues e jazz.
Specializzato nella chitarra tenore – una variante a quattro corde dello strumento –, ha fatto parte del trio di Art Tatum dal 1943 al 1944. Si affermò come sideman in tantissime registrazioni e successivamente come bandleader. Con lui collaborò anche Charlie Parker, con il quale incise quattro dischi: Tiny's Tempo, Red Cross, Romance Without Finance e I'll Always Love You, considerati fra i migliori esempi del bebop ai suoi albori.

## Biografia
Nato a Newport News, in Virginia, cominciò precocemente la sua attività musicale suonando la batteria e il piano. Nel 1938 iniziò a suonare la chitarra tenore e già nel 1940 era chitarrista/cantante nei The Cats and the Fiddle, tre anni prima del suo incontro con Art Tatum, con il quale incise un buon numero di dischi. Questi ultimi contengono un ottimo esempio del primo stile chitarristico di Tiny.
Dopo aver abbandonato la band di Tatum per trasferirsi a New York, Grimes cominciò a registrare come bandleader. Partecipò tuttavia come turnista nei dischi di molti artisti dell'epoca, fra i quali la cantante Billie Holiday. In quel periodo, frequentando la scena musicale della 52ª strada, ebbe modo di conoscere Charlie Parker, il quale si unì alla band di Grimes. Con lui incise alcuni dischi, che sono oggi considerati eccellenti esempi dell'allora nascente bebop.

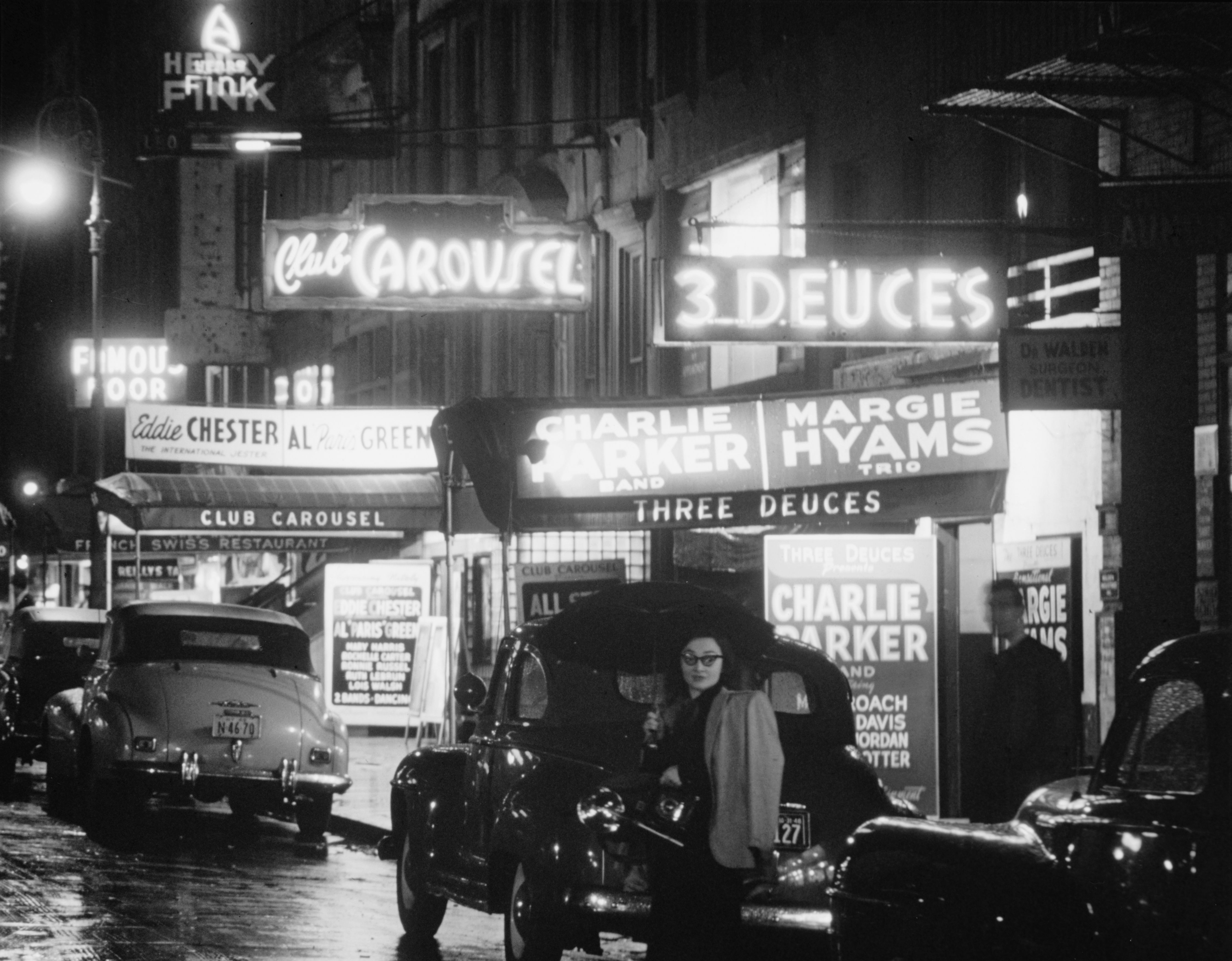
52ª strada – (c.1948); foto di William P. Gottlieb

Nei tardi anni quaranta ebbe anche un successo con una versione jazz di Loch Lomond, sotto il nome di "Tiny Mac Grimes and the Rocking Highlanders", con la band che per le foto promozionali appariva in kilt. Nella formazione erano presenti il sassofonista tenore Red Prysock e il cantante Jalacy Hawkins, che più tardi diventerà famoso come Screamin' Jay Hawkins; uno dei pionieri del rock and roll e primo shock rocker della storia. Grimes continuò a suonare con varie formazioni fino ai tardi anni settanta. In questi anni ebbe modo di incidere per la Prestige svariati dischi dalle forti radici blues con grandissimi musicisti come Coleman Hawkins, Illinois Jacquet, Pepper Adams, Roy Eldridge e - nel 1977 - Earl Hines.
Con Paul Williams fu headliner del primo grande concerto di rock and roll della storia; il Moondog Coronation Ball, organizzato a Cleveland nel 1952 da Alan Freed: con lui dividevano il palco altri artisti come i The Dominoes, Varetta Dillard e Danny Cobb.
Tiny morì all'età di 72 anni, nel 1989, a causa di una meningite.

## Discografia parziale
- The Cats and The Fiddle (Bluebird 8705 78 RPM, 1941)
- The Cats And The Fiddle (Bluebird 8685 78 RPM, 1941)
- Art Tatum Trio (Asch Records 452 78 RPM, 1943)
- Art Tatum Trio (Comet, Comment T-2 78 RPM, 1943)
- Art Tatum Trio (Brunswick 58013 78 RPM, 1944)
- Cozy Cole's All Stars (Continental 6001 78 RPM, 1945)
- Charlie Parker The Immortal Charlie Parker (Savoy MG-12001 , 1944)
- Cozy Cole's All Stars (Continental 6000 78 RPM, 1944)
- Cozy Cole's All Stars (Continental 6001 78 RPM, 1944)
- Cozy Cole's and his Quintette (Guild 119 78 RPM, 1945)
- Tiny Grimes Quintet (Gotham G-198 78 RPM, 1949)
- Billie Holiday/Tiny Grimes Sextet (Aladdin Records 3094 78 RPM, 1951)
- Blues Groove (Prestige, 1958) - con Coleman Hawkins
- Callin' the Blues (Prestige, 1958) - con J. C. Higginbotham
- Tiny in Swingville (Swingville, 1959)
- Big Time Guitar (United Artists 3232, 1959)
- Coleman Hawkins Hawk Eyes (Prestige 7857, 1959)
- The Blues That's Me con Illinois Jacquet (1969)
- One is Never too Old to Swing (Sonet, 1977) con Roy Eldridge